# Hallonbergen

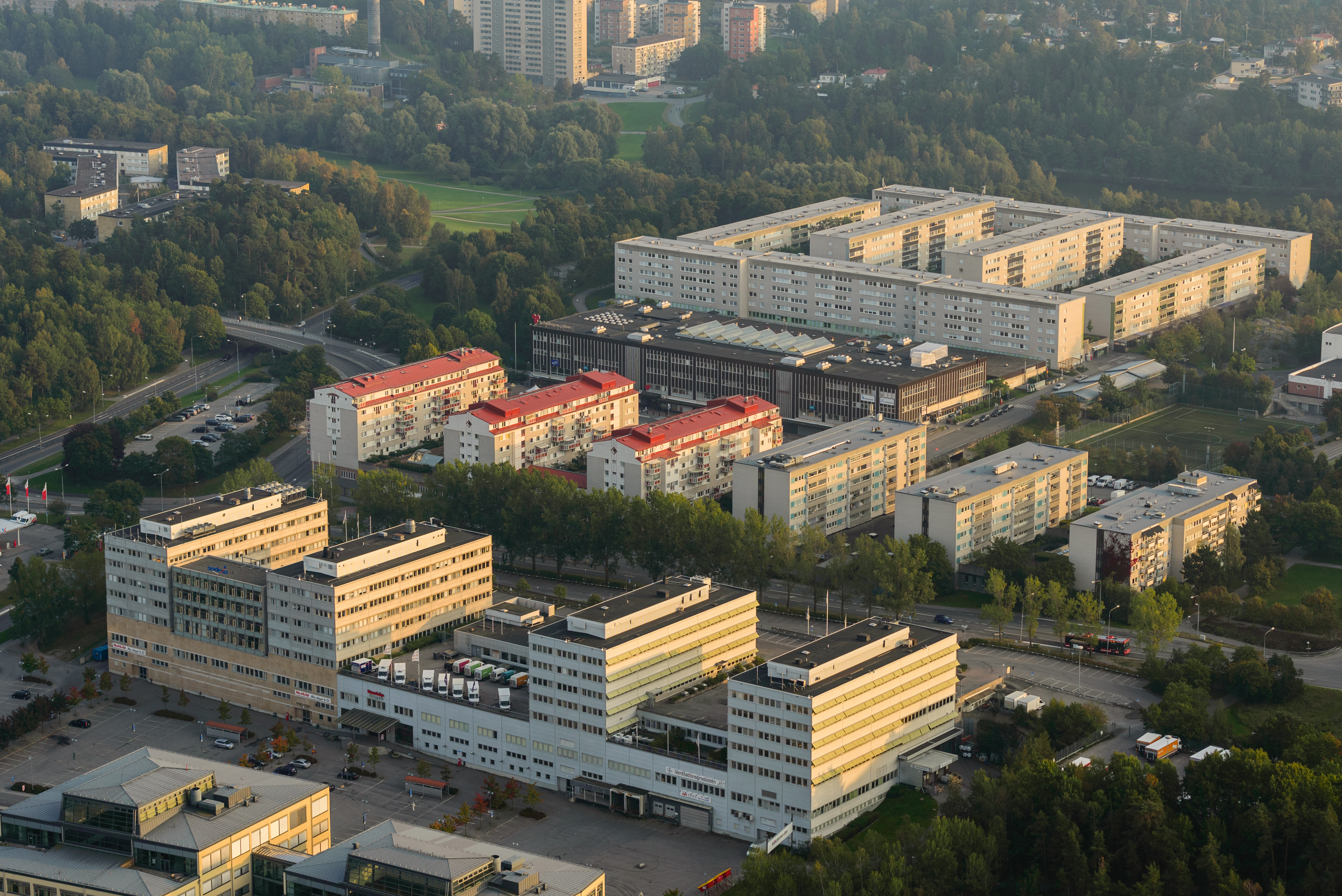
Bebyggelse vid Hallonbergens centrum i september 2014.

Hallonbergen är en stadsdel inom Sundbybergs kommun. Den ligger ca 1 km norr om Sundbybergs centrum och gränsar till Duvbo i sydväst, Rissne i väst, Lilla Ursvik i norr, Ör i öst och Lötsjön (inom stadsdelen Centrala Sundbyberg) i söder. Området ingår i tätorten Stockholm. Hallonbergen ligger på en bergig kulle, och namnet är antagligen ett lokalt namn på den tidigare hallonsnårsrika trakten.

## Historia

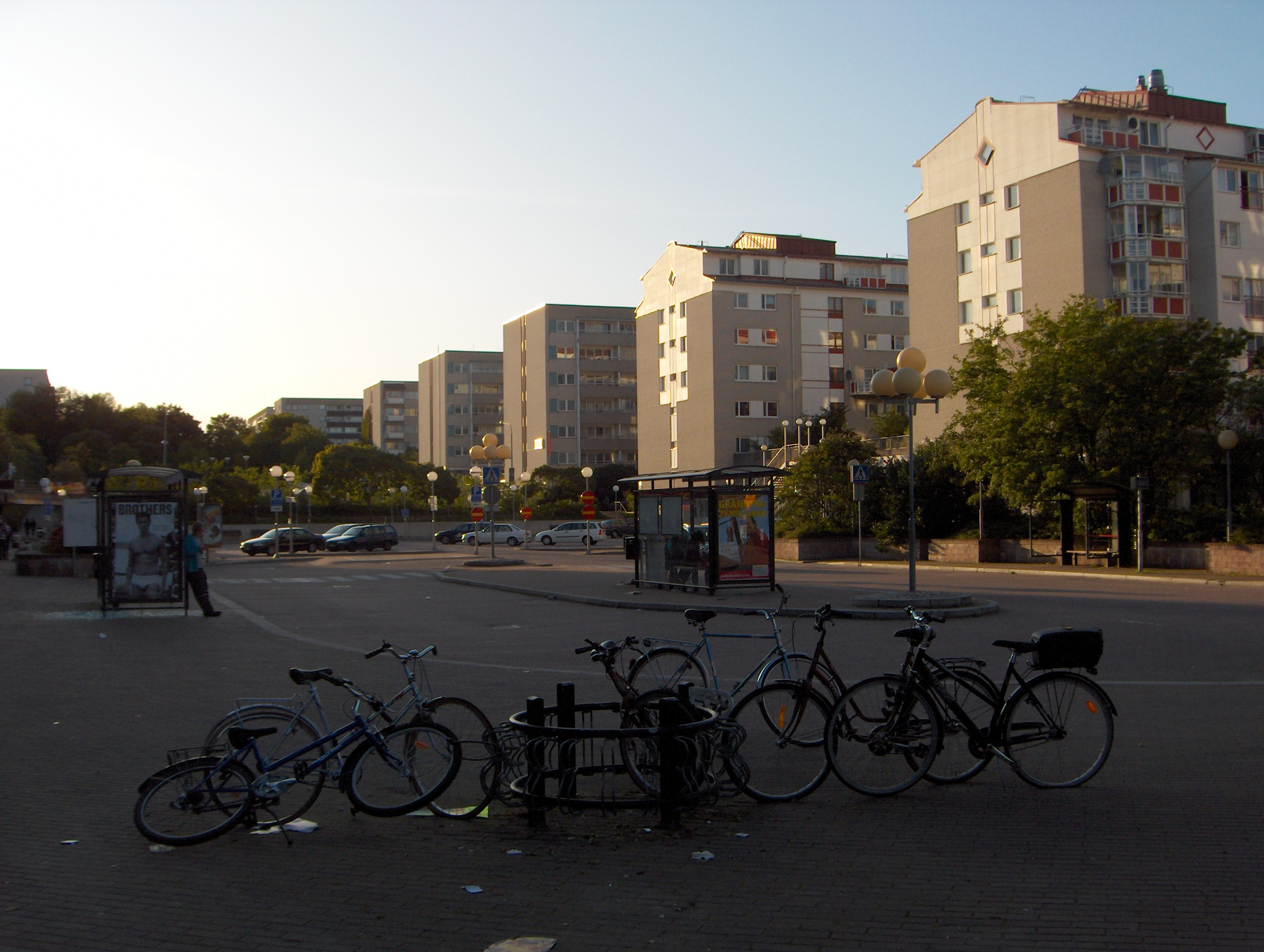
Bebyggelse vid Hallonbergens centrum, 30 augusti 2009.

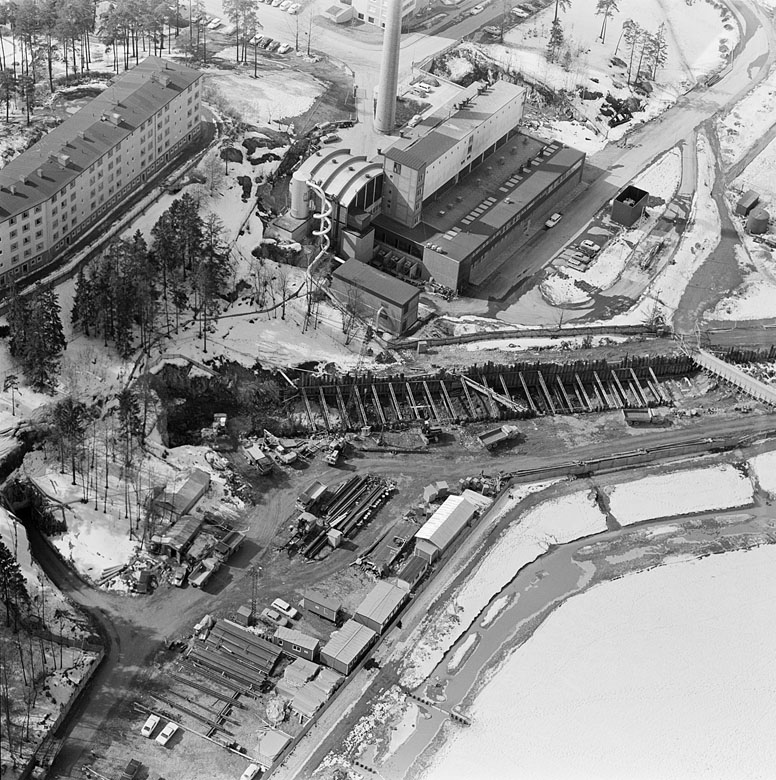
Bild från byggnation i Hallonbergen 1970.

Området där Hallonbergen ligger inkorporerades i Sundbyberg 1949, efter att tidigare ha tillhört Spånga landskommun. På Hallonbergens plats fanns tidigare en gård vid namn Freden, där tobak odlades. Sven Markelius skissade på en stadsplan för Hallonbergen 1958 där en stor ring av lamellhus skulle byggas på bergknallen, men förslaget gav inte tillräckligt många bostäder och ratades. Istället fick arkitekt Åke Östin rita Hallonbergen såsom det sedermera byggdes, med stora, parallella bostadshus som bildar ett antal storkvarter. Hallonbergen byggdes som en del av miljonprogrammet. 
De första hyresgästerna flyttade in 1969 och hela området stod klart i mitten av 1970-talet. Olof Palme kallade Hallonbergen ”den bästa bostadsmiljön i Sverige” vid invigningen 1973. Kritik mot planeringen av Hallonbergen framfördes dock ganska snart. Kritiken riktade in sig på storskaligheten, den estetiska enformigheten och bristen på naturliga mötesplatser. Läkaren Nils-Erik Landell skrev en kritisk bok om den stadsplanering som kom till uttryck i Hallonbergen, Hallonbergen – framtidssverige? Om livsmiljö i storstad (1974). Ett omfattande förnyelsearbete av Hallonbergen pågick från 1984 och ca tio år framåt. Bland annat omgestaltades gårdarna och vissa hus fick färgsatta fasader.

## Demografi
I slutet av 2011 bodde 5 291 personer i Hallonbergen, vilket motsvarade 13,4% av befolkningen i Sundbybergs kommun. Genom förtätning väntas befolkningen i Hallonbergen ha stigit till över 8 000 invånare år 2025.
År 2011 var 54,6 % av befolkningen utrikes födda. Andelen utrikes födda är den högsta siffran inom Sundbybergs kommun.

### Partisympatier
Vid val är Hallonbergen indelat i tre valdistrikt. Vid riksdagsvalet 2018 blev Socialdemokraterna klart största parti i samtliga valdistrikt. Tabellen nedan ger en noggrannare redovisning. Nedersta raden redovisar läget om hela Hallonbergen hade varit ett enda valdistrikt.
| Valdistrikt       | M    | C   | FP  | KD  | S    | V    | MP  | SD   | FI  | ÖVR | Antal röstberättigade | VDT  |
| Hallonbergen 1    | 12,9 | 2,5 | 2,6 | 5,6 | 45,9 | 12,7 | 3,5 | 15,3 | 0,3 | 1,5 | 976                   | 67,4 |
| Hallonbergen 2    | 13,8 | 2,4 | 2,0 | 2,8 | 45,3 | 17,2 | 4,1 | 9,9  | 0,3 | 1,2 | 1115                  | 68,6 |
| Hallonbergen 3    | 10,4 | 2,4 | 3,0 | 3,8 | 46,8 | 16,3 | 3,4 | 12,4 | 0,3 | 0,7 | 1080                  | 69,2 |
| Hela Hallonbergen | 12,3 | 2,4 | 2,5 | 3,7 | 45,8 | 15,4 | 3,6 | 12,3 | 0,3 | 1,3 | 3171                  | 68,4 |

## Bostäder
I Hallonbergen finns 1 891 bostäder. År 2012 skedde den första omvandlingen från hyresrätter till bostadsrätter i Hallonbergen, då 194 lägenheter vid Hallonbergsplan blev Brf Kompassen 1. Det innebär att det för närvarande[när?] finns 10,3 % bostadsrätter och 89,7 % hyresrätter i Hallonbergen. Hyresrätterna ägs av Sundbybergs kommun via Fastighetsaktiebolaget Förvaltaren.

## Centrum

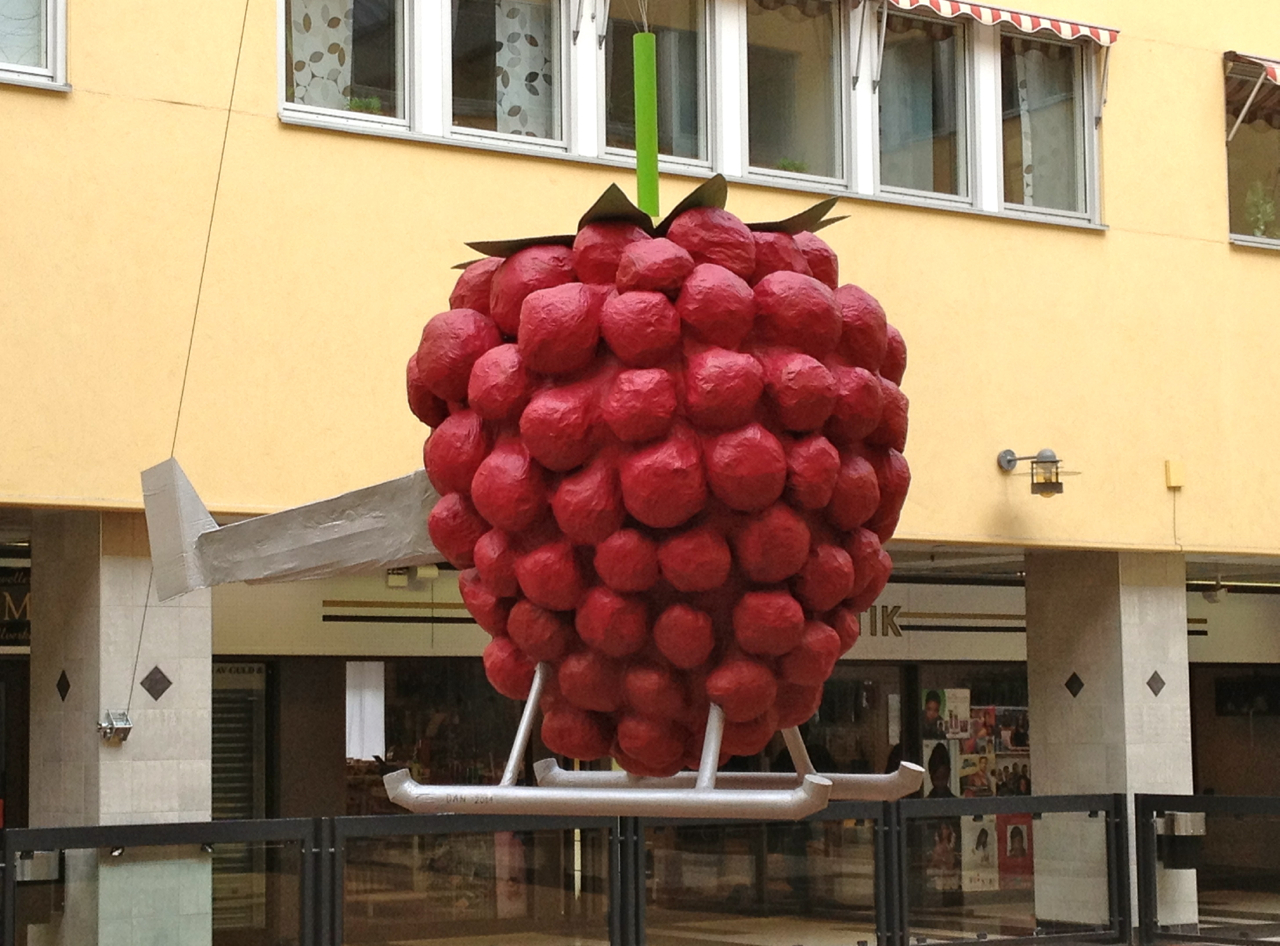
Hallonkonstföremål i Hallonbergens centrum

I Hallonbergen finns inbyggt ett stadsdelscentrum i anslutning till tunnelbanans entré med ett antal butiker samt vårdcentral, apotek och kulturcentrum med bibliotek. Vid Hallonbergsplan ligger också S:t Petrus syrisk-ortodoxa kyrka.

## Kommunikationer

### Tunnelbana
Tunnelbanans blå linje passerar under Hallonbergens centrum, där det finns en station. Avståndet till blå linjens ändstation Kungsträdgården är 8,9 km. Restiden till T-centralen är 13 minuter.

### Bussar
Vid Hallonbergens centrum finns en bussterminal, där man kan byta till och från tunnelbanan. Följande bussar (SL) trafikerar Hallonbergen under dagtid:
- Buss 118: Hallonbergen–Rissne–Bromsten–Spånga station–Nälsta–Vällingby
- Buss 504: Stora Ursvik–Hallonbergen–Duvbo–Sundbybergs centrum
- Buss 506: Ör–Hallonbergen–Sundbybergs centrum–Solna centrum–Karolinska sjukhuset
- Buss 540: Tensta–Rinkeby–Rissne–Hallonbergen–Ulriksdals station–Ritorp–Bergshamra–Universitetet

Ytterligare en busslinje passerar i närheten av Hallonbergen utan att trafikera själva bussterminalen:
- Buss 157: Danderyds sjukhus–Bergshamra–Råstahem–Hallonbergsvägen–Rissne–Spånga station–Lunda

## Bilder
Några bilder från Hallonbergen, juli 2010.

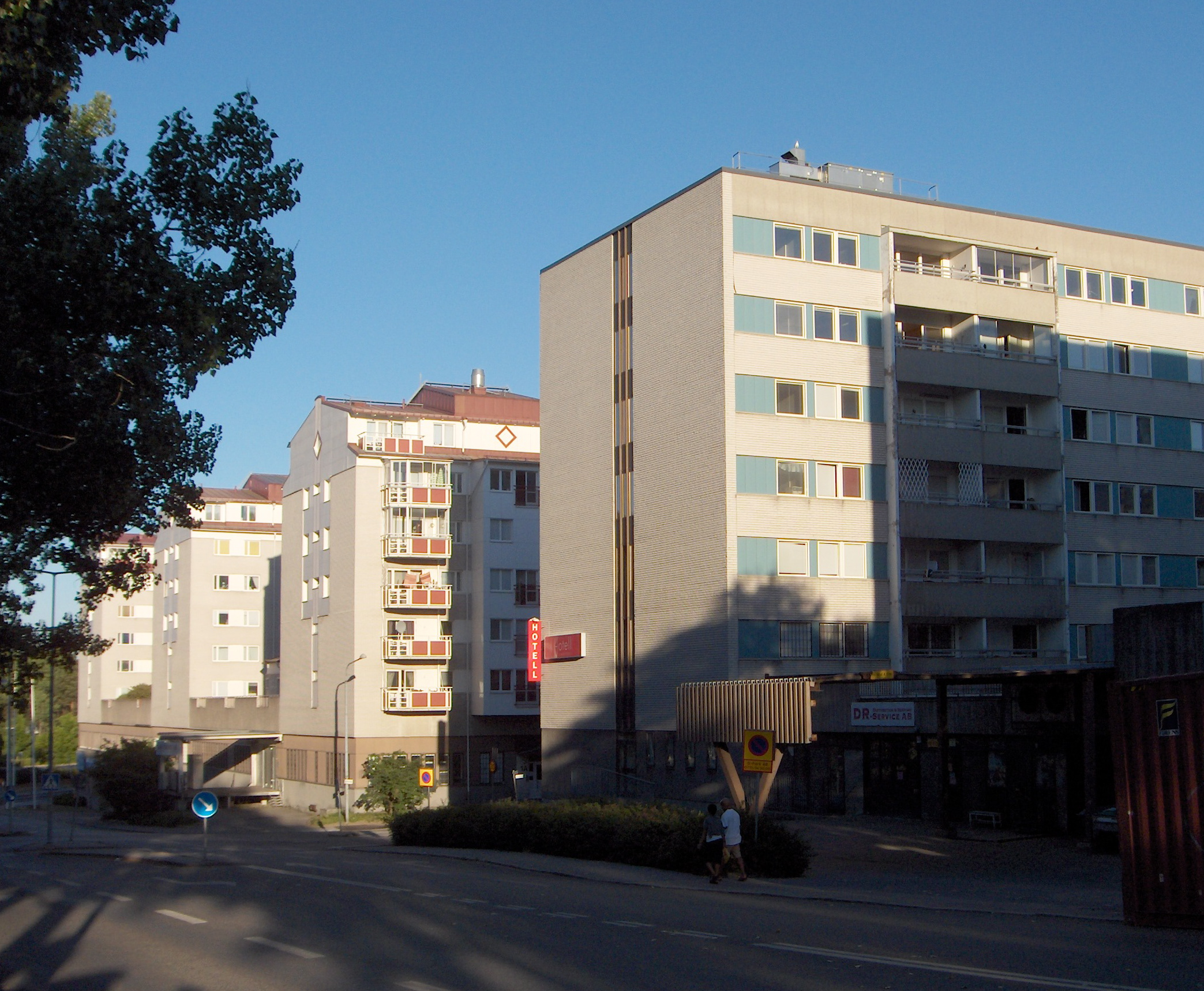
Hus vid Rissneleden.
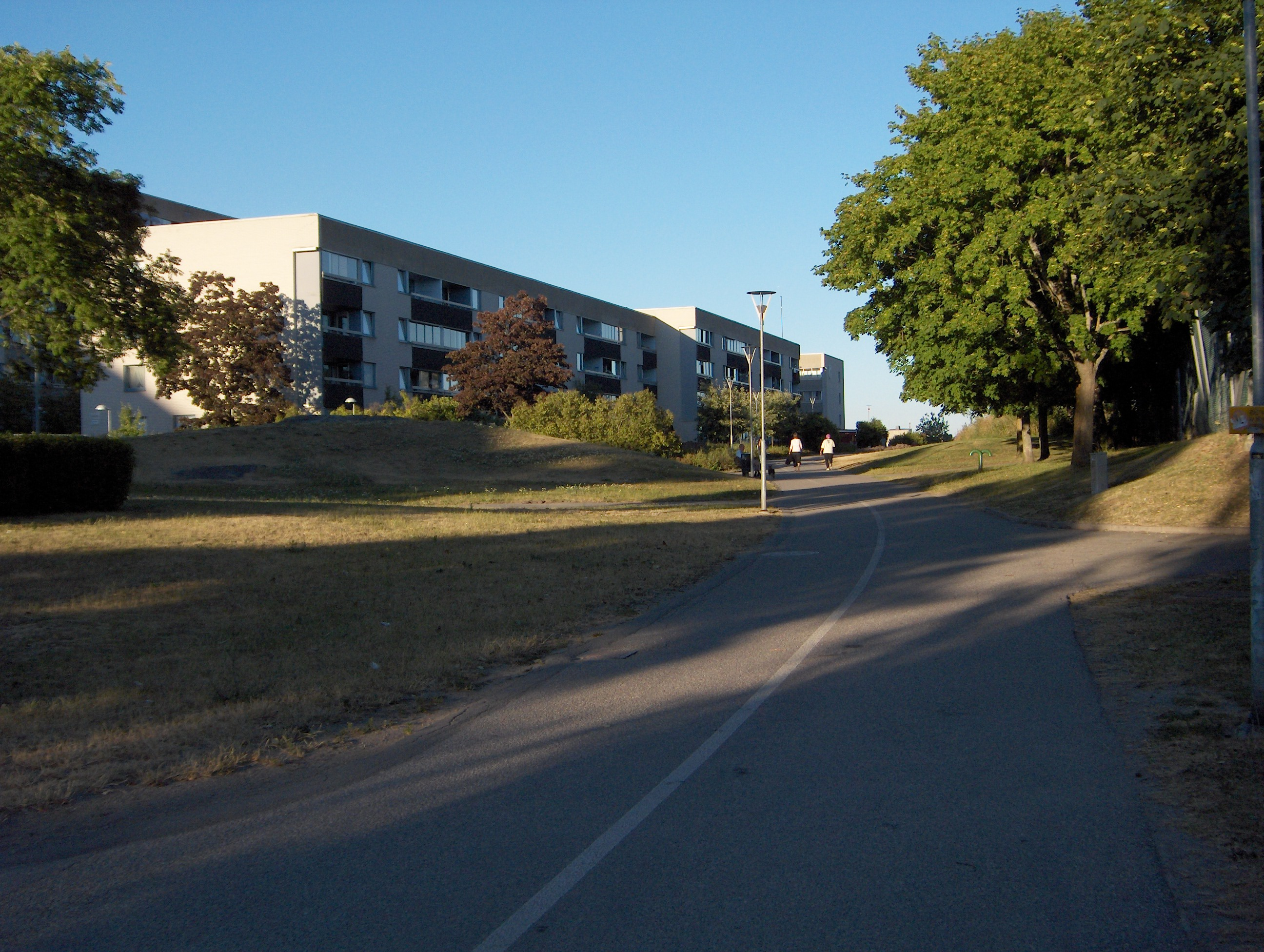
Gång- och cykelbana som sträcker sig centralt genom nästan hela Hallonbergen.
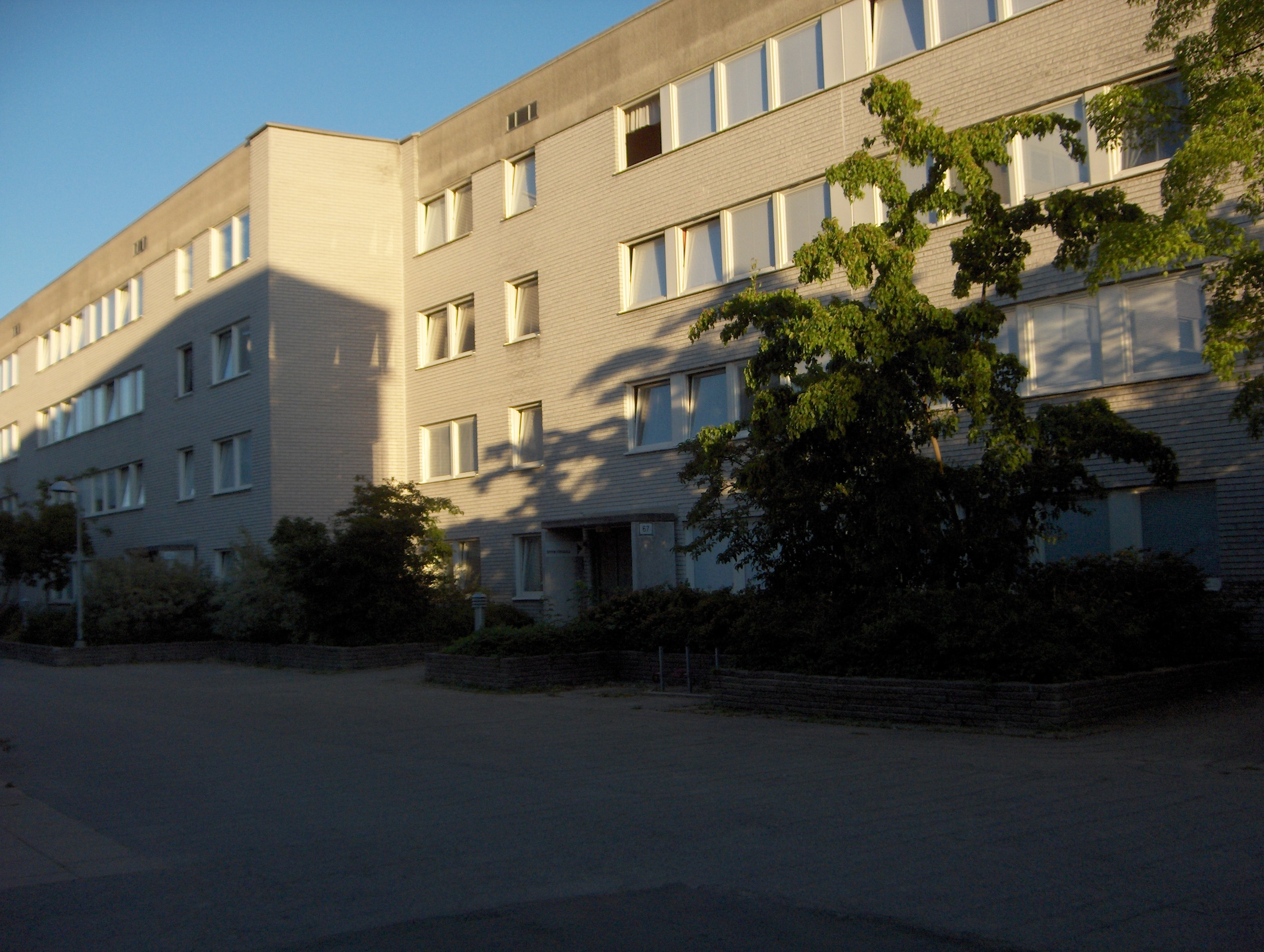
Bostadshus på Lötsjövägen.
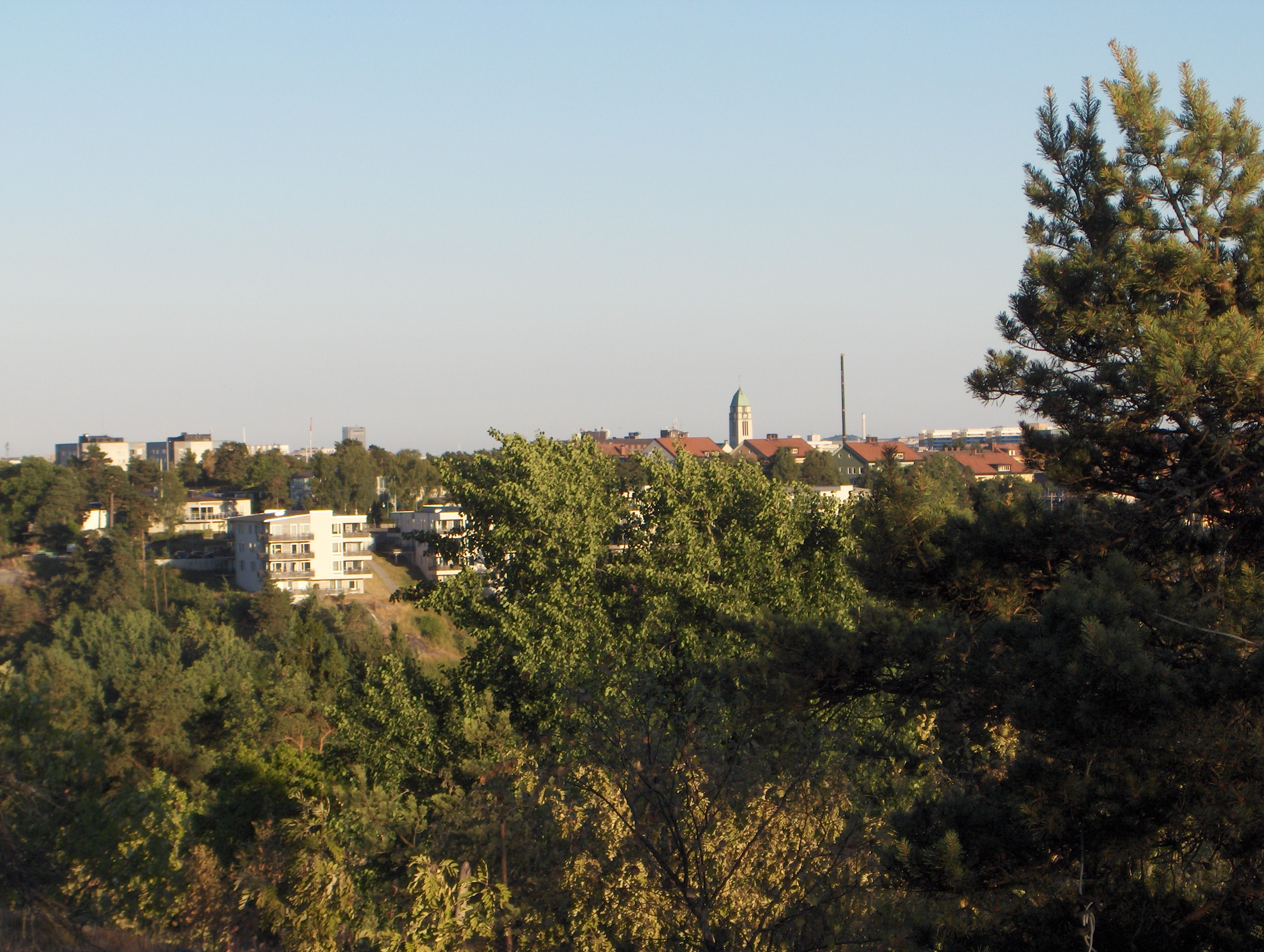
Utsikt från Hallonbergens högsta punkt. De hus som syns ligger inte i Hallonbergen.